# Lanre Kehinde
Olanrewaju Muhammed Kehinde (* 7. Mai 1994 in Lagos) ist ein nigerianischer Fußballspieler.

## Karriere

### Verein
Kehinde spielte in der Nachwuchsabteilung von Dominion Hotspur und startete hier seine Profikarriere 2011. Für die Saison 2011/12 wurde er an Kwara United FC ausgeliehen und nach seiner Rückkehre an  Maccabi Tel Aviv abgegeben. Bei diesem Verein blieb er ohne Pflichtspieleinsatz eine Saison und Kader und wurde dann die nächsten Spielzeiten an Hakoah Amidar Ramat Gan bzw. Hapoel Afula ausgeliehen. 2015 wechselte Kehinde innerhalb Israels zu Hapoel Kfar Saba und eine Saison später zu Hapoel Akko. Zur Saison 2016/17 wurde er von Al-Fujairah SC verpflichtet und nach einer halben Saison an den türkischen Zweitligisten Elazığspor ausgeliehen. Bei diesem Verein erzielte er bis zum Saisonende in 16 Ligaspielen acht Tore und machte damit auf sich aufmerksam. Als Folge wurde er zur neuen Saison vom Zweitligisten MKE Ankaragücü verpflichtet. Mit diesem Verein erreichte er zum Saisonende die türkische Zweitligameisterschaft und damit den Aufstieg in die Süper Lig. In der Hinrunde der neuen Saison konnte Kehinde seine positive Form nicht fortsetzen. Daraufhin wechselte er in der Winterpause 2018/19 zum Ägäisklub Denizlispor. Mit zehn Toren in 15 Spielen konnte er mit Denizlispor die Meisterschaft der TFF 1. Lig 2018/19 und den Aufstieg in die Süper Lig feiern. In der darauffolgenden Saison schloss er sich dem südkoreanischen Erstligisten Incheon United an. Nach einem Jahr kehrte er dann wieder in die Türkei zurück und spielte für Ümraniyespor sowie Menemenspor. Nach kurzer Vereinslosigkeit folgte am 8. Dezember 2022 der Wechsel zum israelischen Zweitligisten Hapoel Nof HaGalil, im Jahr darauf ging er nach Nordmazedonien.

### Nationalmannschaft
Der Stürmer absolvierte jeweils eine Partie für die nigerianische U-17 bzw. U-18-Nationalmannschaft.

## Erfolge
- Türkischer Zweitligameister: 2018, 2019